# Supercoppa ucraina 2016 (pallavolo maschile)
La Supercoppa ucraina 2016 si è svolta il 15 ottobre 2016: al torneo hanno partecipato due squadre di club ucraine e la vittoria finale è andata per la prima volta al Barkom-Kažany.

## Regolamento
Le squadre hanno disputato una gara unica.

## Squadre partecipanti
| Squadra           | Qualificazione                                         | Ultima partecipazione |
| ----------------- | ------------------------------------------------------ | --------------------- |
| Barkom-Kažany     | Finalista Coppa d'Ucraina 2015-2016                    | Debutto               |
| Lokomotyv Charkiv | Vincitrice Superliha 2015-16/Coppa d'Ucraina 2015-2016 | Debutto               |

## Torneo
| 15 ottobre 2016 Complesso Università dell'Ucraina, Kiev Durata: 1h:16 - Spettatori: 900 | Barkom-Kažany | 3 - 0 | Lokomotyv Charkiv | 25-22, 25-17, 26-24 |